# Piazza della Libertà (Tallinn)

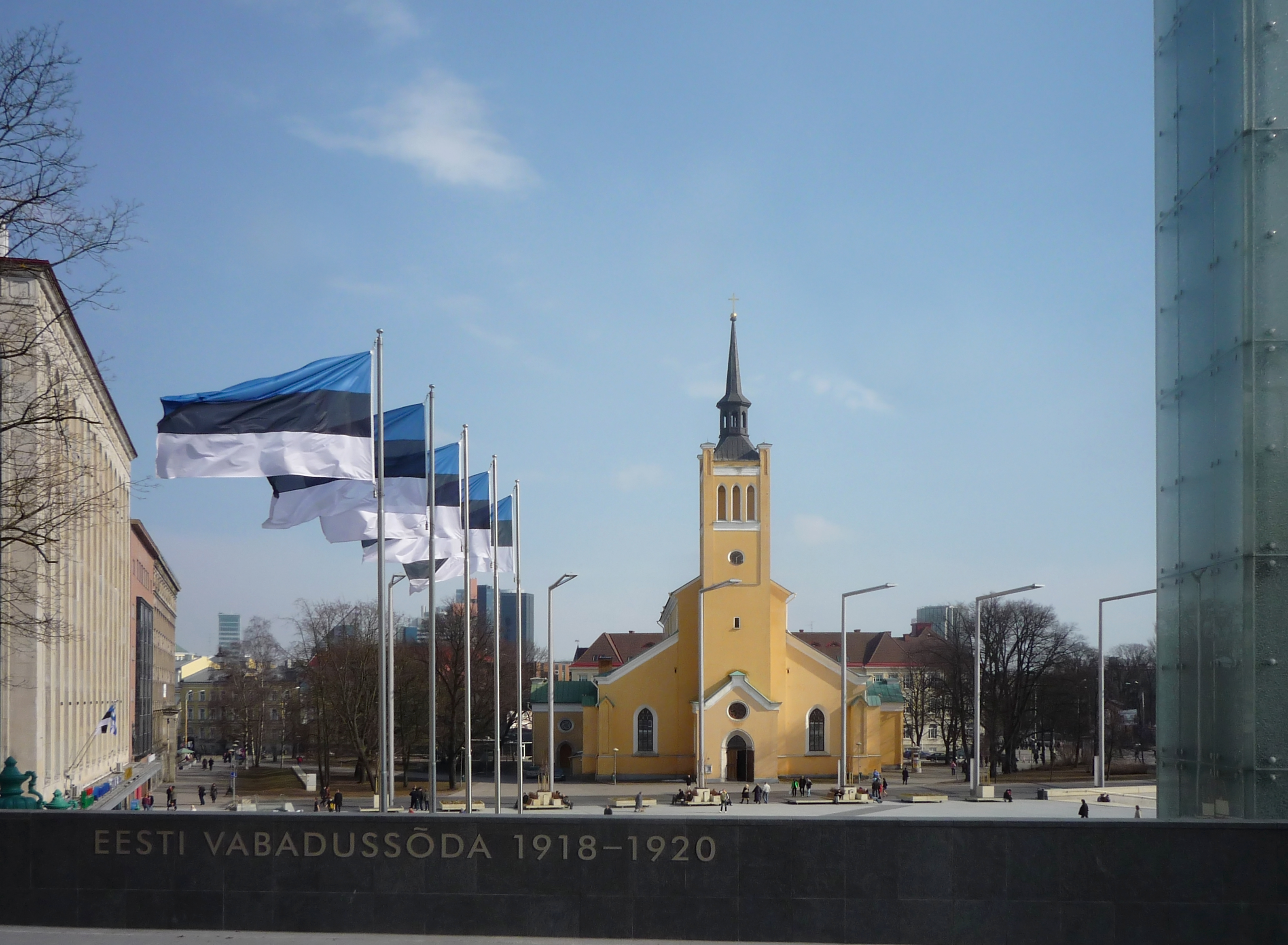
Piazza Vabaduse Väljak (Tallinn), sullo sfondo la Chiesa di San Giovanni.

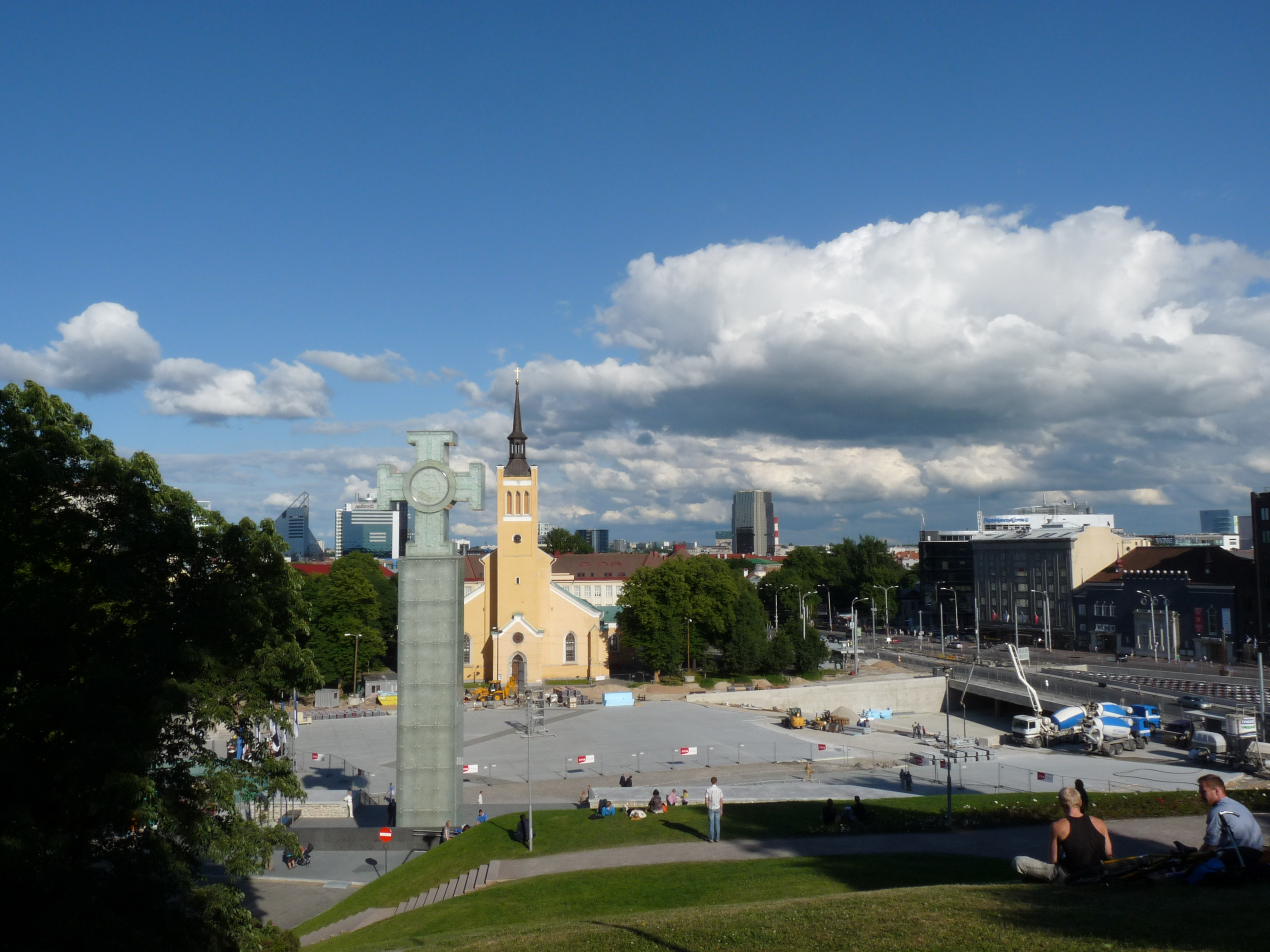
Panorama della Piazza della Libertà (Vabaduse)

L'estone Vabaduse Väljak, italianizzata in Piazza della Libertà è una piazza al termine sud della città vecchia di Tallinn, la capitale dell'Estonia.

## Localizzazione
È delimitata ad est dalla Chiesa di San Giovanni (costruita tra il 1862 ed il 1867), a sud da Kaarli Boulevard e dall'entrata di un moderno centro commerciale sotterraneo (costruito nel 2008 - 2009), e ad ovest dalla Colonna della Vittoria dell'Indipendenza estone (2009), che commemora la vittoria della Guerra di indipendenza estone del 1918 - 1920.

## Progettazione
La progettazione più recente della piazza è stata eseguita dagli architetti estoni Tiit Trummal, Veljo Kaasik ed Andres Alver.
L'area si sviluppa su 7752 m² con dimensioni perimetrali approssimative di 110 metri per 75 metri.
Durante l'occupazione sovietica, la piazza era chiamata Piazza della Vittoria (Võidu väljak).

## Galleria d'immagini

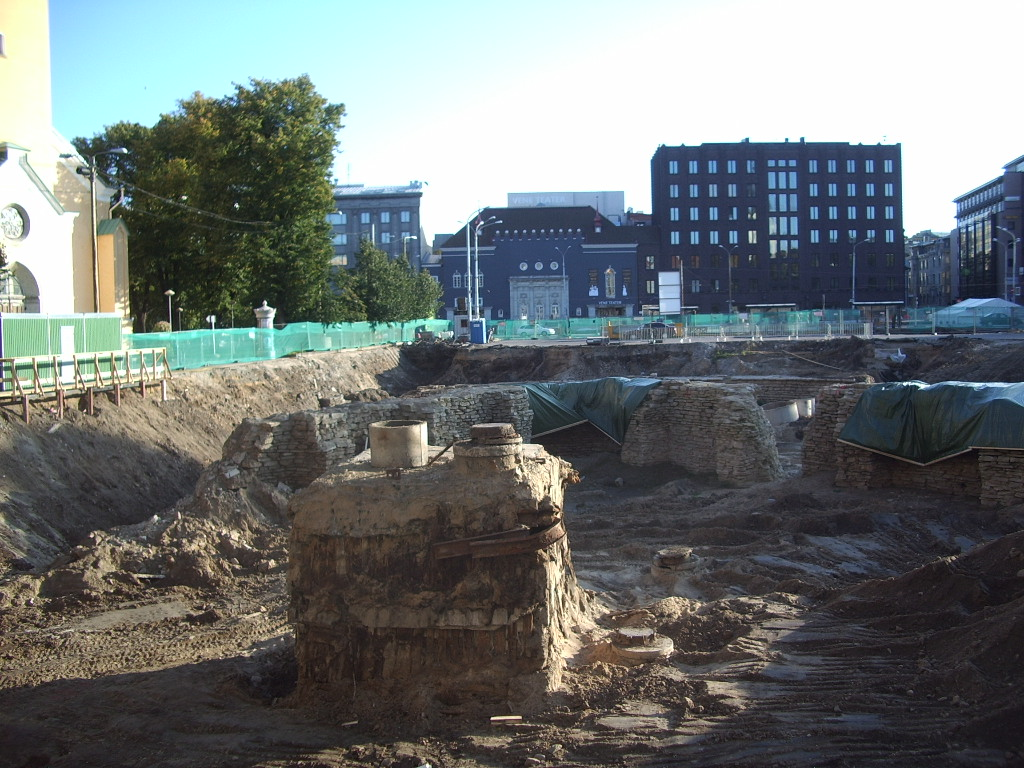
Il processo di ricostruzione della piazza nel 2008.
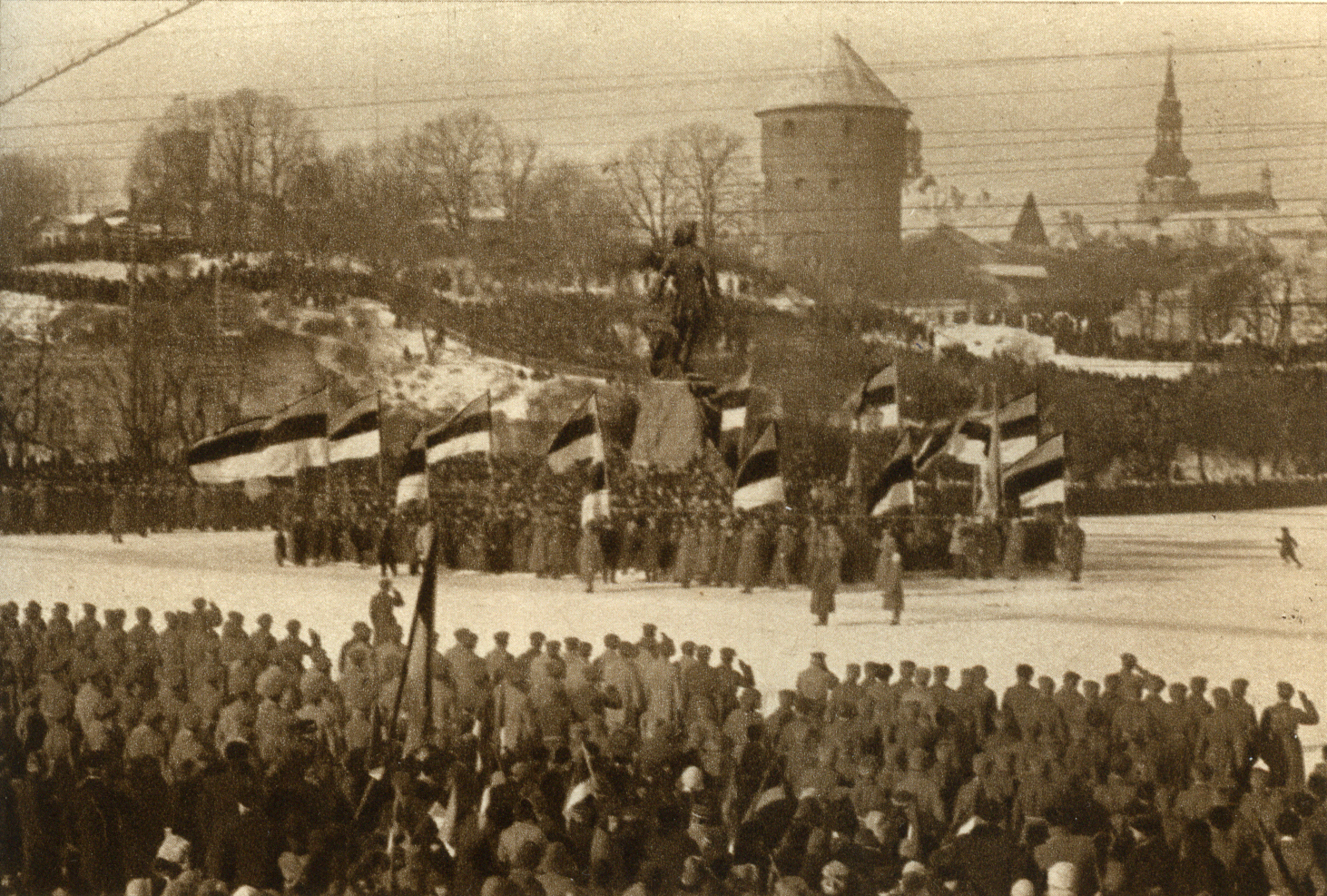
La piazza durante la prima celebrazione del Giorno dell'indipendenza, nel 1919.
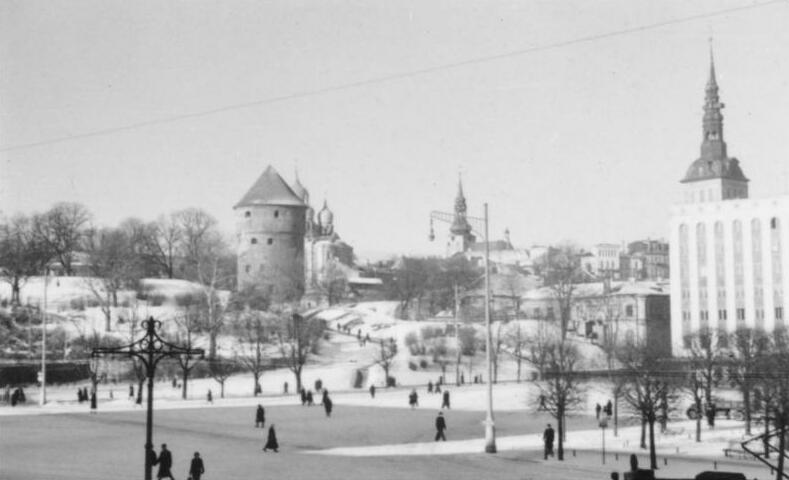
La piazza durante la guerra nel 1943.
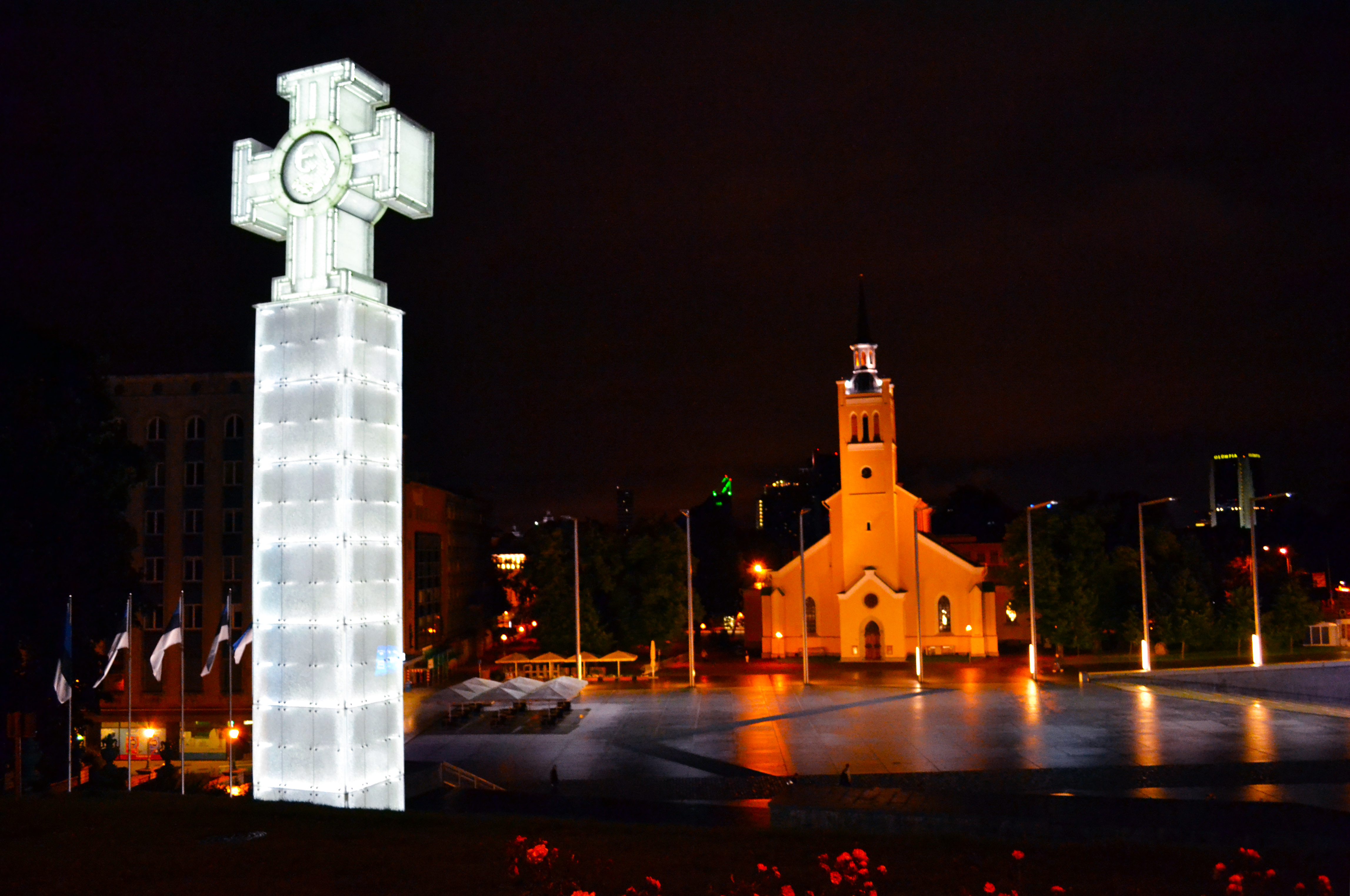
Vista notturna della Piazza Vabaduse